# Magdalena de Valois
Magdalena de Valois (Saint Germain-en-Laye, 1520 - Edimburg, Escòcia, 1537), princesa de França i reina consort d'Escòcia (1537).

## Orígens familiars
Nasqué el 10 d'agost de 1520 sent filla del rei Francesc I de França i la seva primera esposa, la princesa Clàudia de França. Era neta per línia paterna del comte Carles I d'Angulema i Lluïsa de Savoia, i per línia materna del rei Lluís XII de França i la duquessa Anna de Bretanya. Fou germana del duc Francesc III de Bretanya i el rei Enric II de França.

## Núpcies i descendents
Es casà l'1 de gener de 1537 a la Catedral de Notre-Dame de París amb el rei Jaume V d'Escòcia.
La jove princesa, malalta de tuberculosi va morir el 7 de juliol del mateix any, a l'edat de 16 anys. Magdalena fou enterrada a l'abadia de Holyrood a Edimburg.